# Apalharpactes
Apalharpactes (лат.) — род птиц семейства трогоновых. Представители этого рода ограничены влажными высокогорными лесами на индонезийских островах Ява и Суматра. По сравнению с большинством трогонов половой диморфизм у представителей этого рода относительно невелик. Два вида этого рода похожи друг на друга. Питаются членистоногими, мелкими ящерицами и фруктами.

## Классификация
Члены рода Apalharpactes иногда вместо этого помещаются в род Harpactes. Однако исследование 2010 года показало, что эти два рода на самом деле отдаленно связаны между собой.

## Виды
| Фото представителя | Научнное название         | Русское название             | Ареал        |
| ------------------ | ------------------------- | ---------------------------- | ------------ |
|                    | Apalharpactes mackloti    | Нет                          | Суматра      |
|                    | Apalharpactes reinwardtii | Синехвостый азиатский трогон | Западная Ява |